# Fotopowielacz

Schemat budowy licznika scyntylacyjnego zbudowanego z komory scyntylacyjnej i fotopowielacza

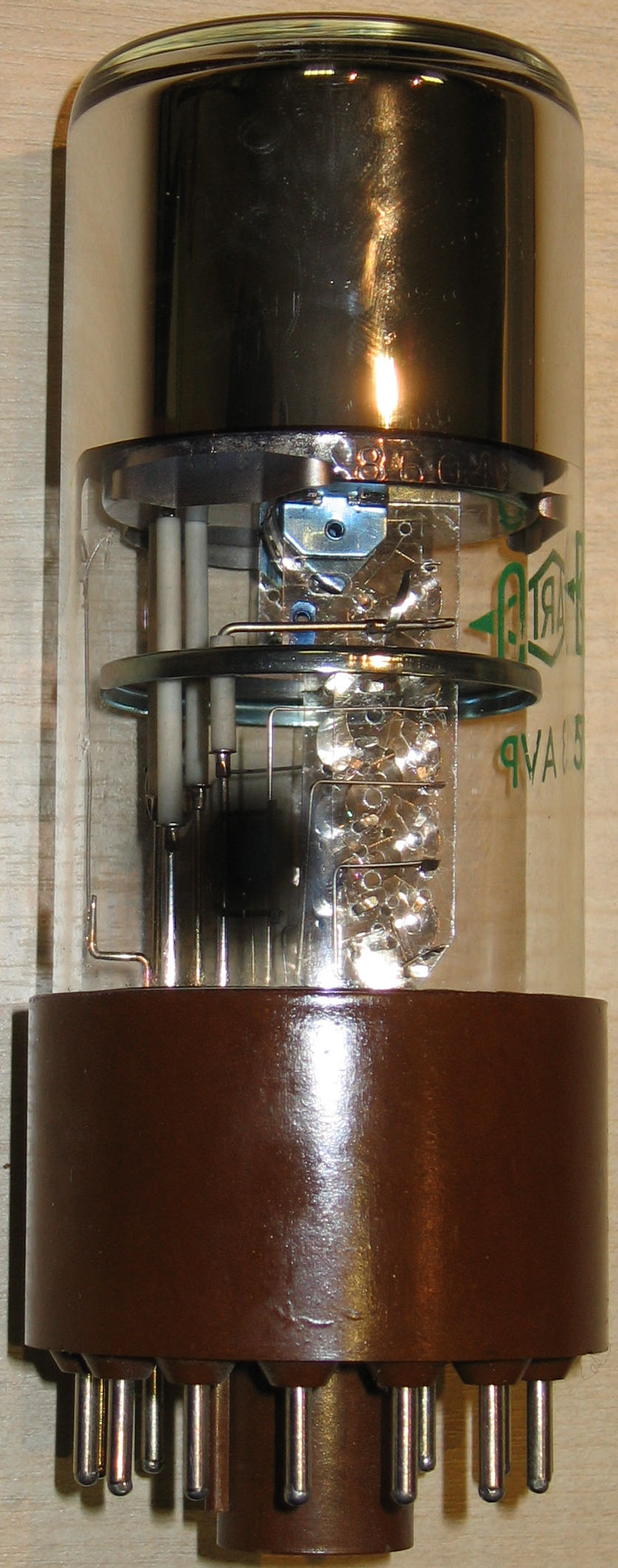
Widok fotopowielacza

Fotopowielacz – rodzaj lampy próżniowej, detektor światła, stanowi rozwinięcie fotodiody próżniowej o powielacz elektronowy. Podobnie jak fotodioda zawiera fotokatodę i anodę, jednak pomiędzy nimi znajduje się powielacz elektronów zawierający co najmniej jeden stopień wzmacniający w postaci katody wtórnej nazywanej w powielaczach dynodą. Elektron wyemitowany z fotokatody pada najpierw na dynodę, gdzie wybija elektrony wtórne, które są następnie przyciągane przez anodę lub następną dynodę. W typowych lampach jedna dynoda daje trzy lub czterokrotne powielenie, a ilość stopni powielających wynosi od kilku do kilkunastu. Łącznie dając wzmocnienie rzędu 10 milionów razy.
Dzięki takiej konstrukcji fotopowielacze osiągają bardzo duże czułości, rzędu 1000 A/lm (amperów na lumen) przy znikomych szumach – powielanie elektronów na dynodach daje wzmocnienie praktycznie bezszumne. Uzyskuje się dzięki temu znacznie lepszy stosunek sygnału do szumu, niż w fotodiodzie ze wzmacniaczem o takim samym wzmocnieniu. Ponieważ fotopowielacz jest elementem całkowicie elektronowym, jest bardzo szybki, jego czasy reakcji są rzędu kilkudziesięciu nanosekund. Czułość fotopowielacza jest limitowana głównie prądem ciemnym, dzięki 'bezszumnemu' wzmocnieniu szumy praktycznie nie przeszkadzają.
Do wad fotopowielacza należy przede wszystkim konieczność stosowania wysokich napięć zasilających – jedna dynoda potrzebuje około 150 V (woltów), co oznacza, że cały fotopowielacz potrzebuje do kilku tysięcy woltów. Wzmocnienie fotopowielacza dość silnie zależy od tego napięcia, co pozwala na prostą i wygodną metodę jego regulacji poprzez zmianę napięcia zasilającego.
Dzięki swoim zaletom fotopowielacze często znajdują zastosowanie w aparaturze pomiarowej, telekinach, czy spektrometrach czy scyntylatorach.
Są też stosowane w skanerach bębnowych, dzięki czemu skanery te mają bardzo dobrą czułość i radzą sobie z ciemnymi częściami skanowanego materiału znacznie lepiej niż skanery z matrycami CCD.

## Bibliografia

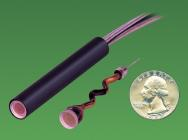
Kanalikowy fotopowielacz, w obudowie i bez obudowy. Kręta rurka to kanalikowy powielacz elektronów.